# 谢丽尔·图森特
谢丽尔·图森特（英語：Cheryl Toussaint，1952年12月16日—），美国前女子田径运动员。她曾代表美国参加1972年夏季奥林匹克运动会田径比赛，获得女子4×400米接力银牌。